# Silent Nights
Silent Nights ist ein dänischer Kurzfilm aus dem Jahr 2016. Regie führte Aske Bang. Der Film wurde für den Titel „Academy Award for Best Live Action Short Film“ bei der Oscarverleihung 2017 nominiert.

## Handlung
Die junge Dänin Inger arbeitet ehrenamtlich in einem Obdachlosenheim in Kopenhagen. Dort lernt sie Kwame, einen ghanesischen Flüchtling ohne Papiere kennen und verliebt sich in ihn. Beide führen ein hartes Leben, finden jedoch Trost in den Begegnungen mit der jeweils anderen Person. Sie bauen sich eine gemeinsame Zukunft auf, doch sie weiß nicht, dass Kwame zu Hause Frau und Kinder zurückgelassen hat.  Eines Tages erkrankt sein Kind. Um die Krankenhausrechnungen für die Behandlungen zu bezahlen, stiehlt er Geld aus der Kasse der Herberge. Kwame verstrickt sich in Lügen, die Inger ihm glaubt und weiter mit ihm zusammen ist. Jedoch findet sie eines Tages sein Handy und findet dadurch auch viel über Kwames Leben in Ghana heraus.